# Yukio Kagayama

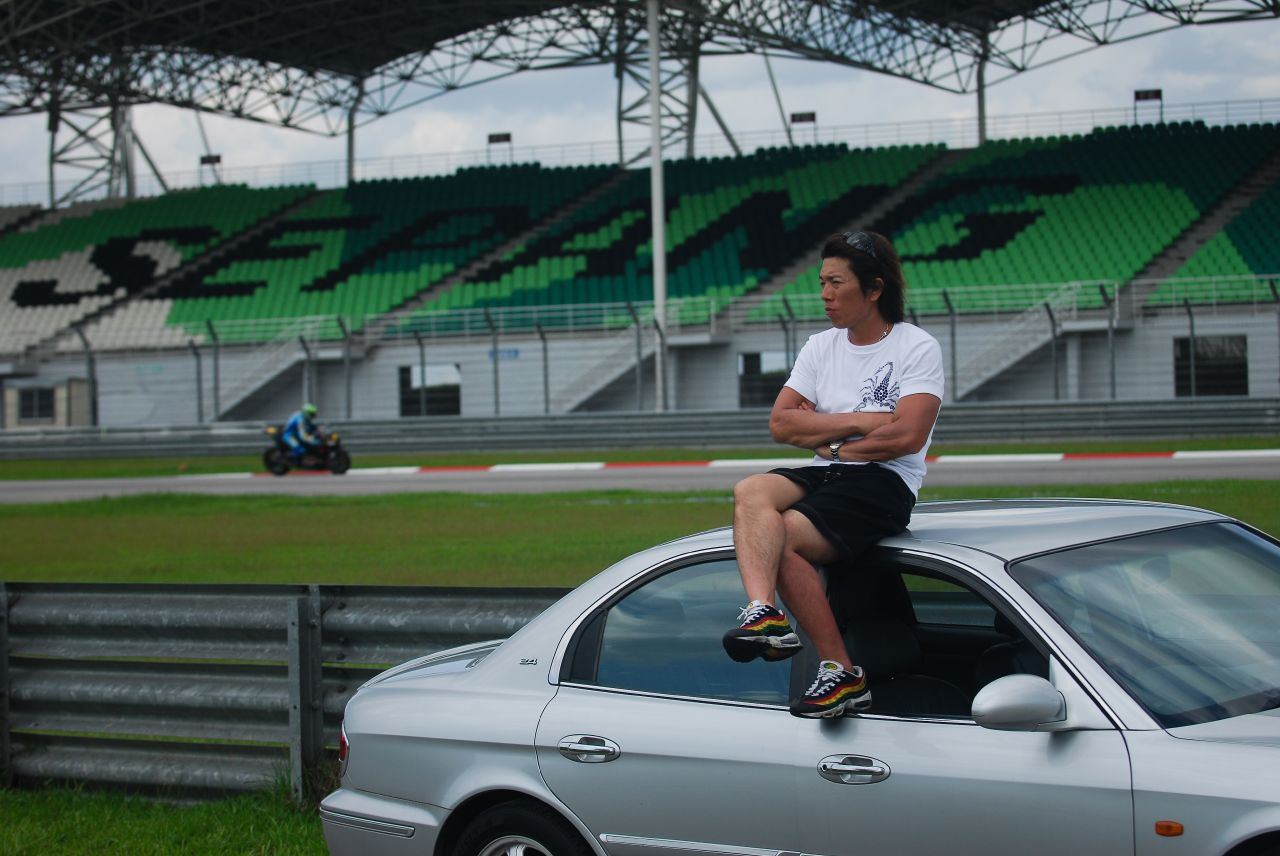
Yukio Kagayama op het Sepang International Circuit in 2007.

Yukio Kagayama (Japans: 加賀山就臣, Kagayama Yukio) (Yokohama, 4 mei 1974) is een Japans motorcoureur.

## Carrière
Kagayama begon zijn motorsportcarrière in 1990; hij reed tijdens zijn hele carrière enkel voor Suzuki. Hij nam lange tijd deel aan het All Japan Road Race Championship, waarin hij in 1993 debuteerde in de 250 cc- en TT-F1-klasses. In 1997 behaalde hij zijn eerste zege in de 250 cc-klasse en werd hij derde in het kampioenschap. Dat jaar maakte hij ook zijn debuut in de 250 cc-klasse van het wereldkampioenschap wegrace als wildcardcoureur in zijn thuisrace en werd hierin zesde. Aan het eind van het jaar debuteerde hij ook in de 500 cc-klasse in Australië en werd zevende in de race. In 1998 reed hij opnieuw met een wildcard in de 250 cc-klasse van zijn thuisrace en werd hierin opnieuw zesde. Verder reed hij in vier 500 cc-races als vervanger van Katsuaki Fujiwara, waarin een zesde plaats in Maleisië zijn enige puntenfinish was. Verder werd hij dat jaar dertiende in het Japanse 250 cc-kampioenschap.
In 1999 stapte Kagayama binnen het All Japan Road Race Championship over naar de superbike-klasse, waarin hij met een podiumplaats zestiende werd. Verder reed hij dat jaar in drie WK 500 cc-races, waarin een elfde plaats in Maleisië zijn beste resultaat was. In 2000 en 2001 werd hij respectievelijk zevende en vierde in het Japans kampioenschap superbike. Dat jaar keerde hij terug in het WK 500 cc als wildcardcoureur in de Grand Prix van de Pacific, waarin hij tiende werd. Ook maakte hij dat seizoen zijn debuut in het wereldkampioenschap superbike als wildcardcoureur in de races op Sugo; in de eerste race viel hij uit, terwijl hij in de tweede race tiende werd.
In 2002 werd Kagayama aangesteld als de officiële testcoureur van het MotoGP-team van Suzuki. In deze hoedanigheid reed nam hij deel aan de Grand Prix van Duitsland als vervanger van de geblesseerde Kenny Roberts junior, maar hij finishte de race niet. Verder nam hij buiten mededinging deel aan het Japans kampioenschap superbike, waarin hij drie races won. In 2003 maakte hij de overstap naar het Brits kampioenschap superbike. Hij won twee races op de Rockingham Motor Speedway en een op Oulton Park en werd met 214 punten zevende in het klassement. Dat jaar reed hij ook in twee MotoGP-races, wederom als vervanger van de geblesseerde Roberts, en behaalde zijn beste klassering met een twaalfde plaats in Groot-Brittannië. Ook keerde hij dat seizoen terug in het WK superbike, waarin hij als wildcardcoureur deelnam aan de races op Silverstone en Brands Hatch. Twee vijfde plaatsen in het eerste weekend waren zijn beste resultaten. In 2004 won hij vier races in het Brits kampioenschap superbike: twee op Oulton Park en een op zowel het Snetterton Motor Racing Circuit als Cadwell Park. Met 335 punten werd hij achter John Reynolds en Michael Rutter derde in het klassement. Verder deed hij dat jaar voor het laatst mee aan twee MotoGP-races als vervanger van Roberts, met een elfde plaats in Qatar en een veertiende plaats in Maleisië als resultaten.

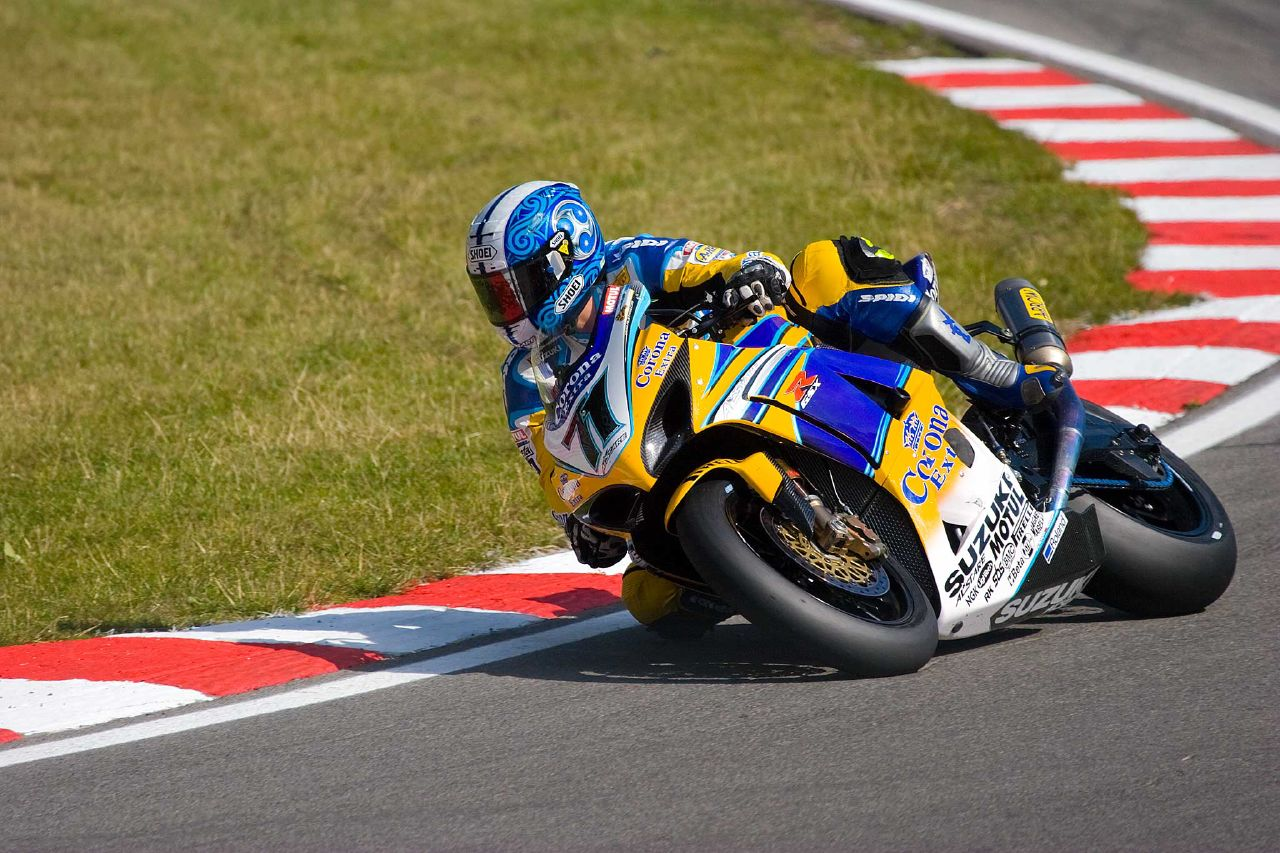
Yukio Kagayama op Brands Hatch in 2007.

In 2005 maakte Kagayama zijn debuut als fulltime coureur in het WK superbike. Al in de tweede race in de seizoensopener op Losail behaalde hij zijn eerste overwinning. In de rest van het seizoen won hij niet meer, maar stond hij nog wel zeven keer op het podium. Met 252 punten werd hij vijfde in het kampioenschap. In 2006 won hij twee races op Brno en een in Lausitz. In de rest van het seizoen scoorde hij nog twee podiumplaatsen, maar viel hij ook vaak uit. Hierdoor zakte hij met 211 punten naar de zevende plaats in de eindstand. Ook reed hij dat jaar in de laatste race van het Japans kampioenschap superbike op de Suzuka International Racing Course, die hij wist te winnen. In 2007 miste hij vijf raceweekenden in het WK superbike als gevolg van verschillende blessures. Hij behaalde uiteindelijk twee podiumplaatsen op Misano en Brno en hij werd met 116 punten dertiende. Dat jaar won hij ook voor de eerste en enige keer de 8 uur van Suzuka, samen met Kousuke Akiyoshi.

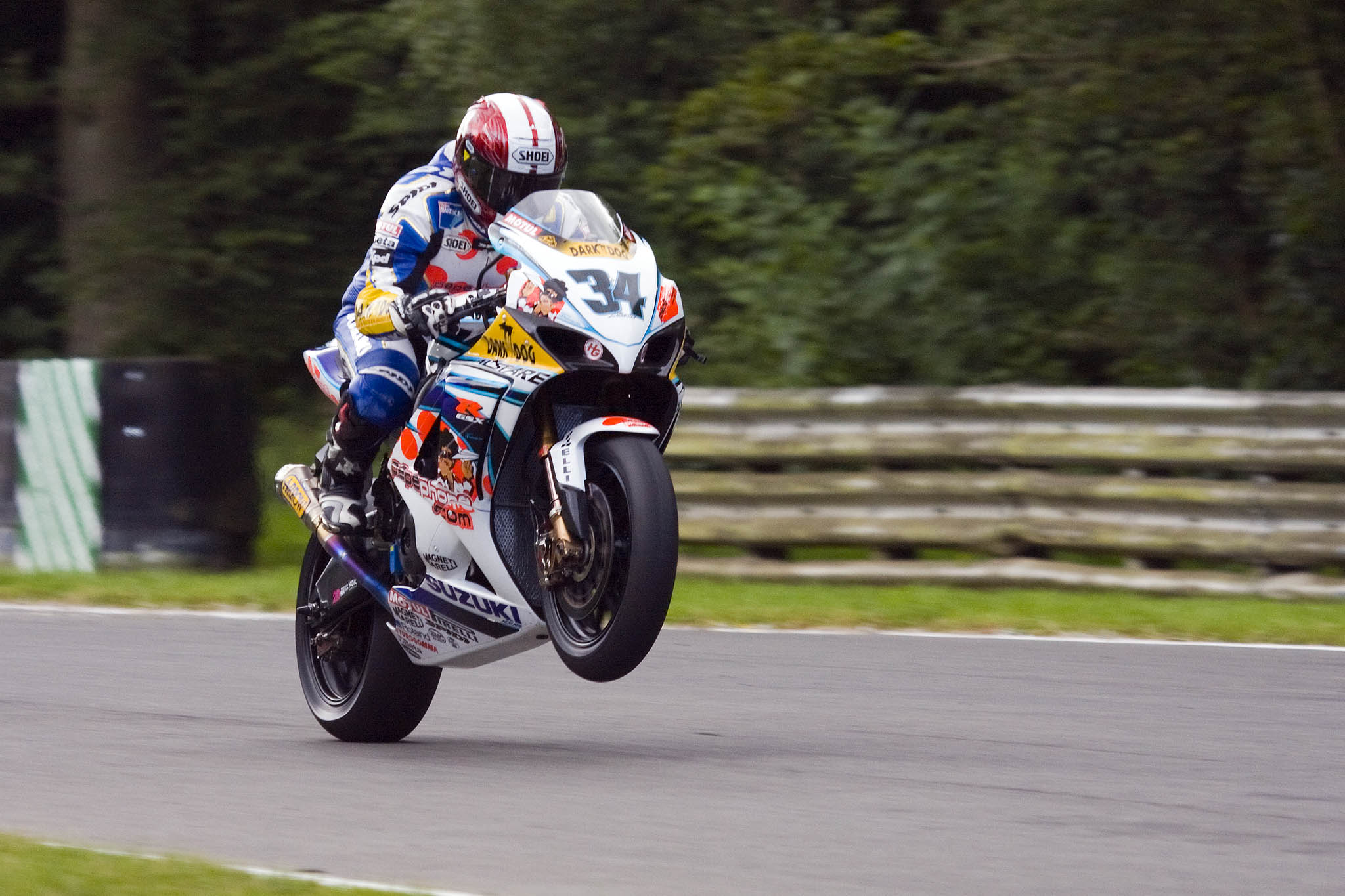
Yukio Kagayama op Brands Hatch in 2008.

In 2008 miste Kagayama wederom twee raceweekenden in het WK superbike vanwege blessures. Hij kwam in de races niet verder dan drie vierde plaatsen op Assen, Monza en Brands Hatch. Met 154 punten werd hij elfde in het kampioenschap. In 2009 begon hij het seizoen met een podiumplaats op Phillip Island, maar eindigde in de rest van het jaar niet meer in de top 3. Met 128 punten werd hij twaalfde in de eindstand. In 2010 keerde hij terug naar het Brits kampioenschap superbike, waarin hij een podiumplaats behaalde op het Thruxton Circuit. Met 92 punten werd hij vijftiende in het klassement.
In 2011 richtte Kagayama een eigen motorsportteam op met de naam Team Kagayama, waarvoor hij uitkwam in het Japans kampioenschap superbike. Hij reed tot 2021 ieder jaar in deze klasse. In zijn eerste seizoen eindigde hij achter Kousuke Akiyoshi, Takumi Takahashi en Akira Yanagawa als vierde in het klassement. In 2012 won hij zijn eerste race na zijn terugkeer op het Sportsland Sugo en werd hij achtste in de eindstand. Zijn enige andere overwinningen kwamen in 2014, toen hij twee zeges behaalde en vijfde werd in het klassement. Desondanks eindigde hij tussen 2016 en 2021 ieder jaar in de top 10. In zowel 2020 als 2021 behaalde hij een podiumplaats; met deze laatste werd hij de oudste coureur die dit ooit deed in deze klasse. Dat jaar evenaarde hij ook zijn beste finish in het kampioenschap, waarin hij achter Katsuyuki Nakasuga, Sodo Hamahara en Ryuichi Kiyonari vierde werd.